# Балка Вовча (притока Орчика)
Балка Вовча (рос. Б. Волчья) — балка (річка) в Україні у Карлівському й Чутівському районах Полтавської області. Ліва притока річки Орчика (басейн Чорного моря).

## Опис
Довжина балки приблизно 9 км, найкоротша відстань між витоком і гирлом — 7,7 км, коефіцієнт звивистості річки — 1,17. Формується декількома балками та загатами. На деяких ділянках балка пересихає.

## Розташування
Бере початок на південно-західній стороні від села Дондасівка. Тече переважно на північний захід й у селі Грякове впадає в річку Орчик, праву притоку річки Орелі.

## Цікаві факти
- У минулому столітті на балці існувало декілька газгольдерів та газових свердловин[3].